# Marceli Neyder
Marceli Neyder (ur. 3 września 1918 w Essen, zm. 21 lutego 1943 nad Morzem Śródziemnym) – porucznik pilot Polskich Sił Powietrznych w Wielkiej Brytanii, kawaler Krzyża Srebrnego Orderu Wojennego Virtuti Militari.

## Życiorys
Urodził się w licznej rodzinie górnika. W 1922 rodzina Neyderów powróciła do kraju i osiedliła się koło Bydgoszczy. Marceli w 1925 rozpoczął naukę w jednoklasowej szkole powszechnej w Osowej Górze, a następnie uczęszczał w Czyżówku do siedmioklasowej szkoły powszechnej. Po ukończeniu szkoły podstawowej uczęszczał do liceum matematyczno przyrodniczego i w 1937 otrzymał dyplom dojrzałości. Był zafascynowany samolotami, więc zgłosił się do służby wojskowej w lotnictwie. Po zdaniu egzaminów został przyjęty na pierwszy rok nauki w Szkole Podchorążych Lotnictwa w Dęblinie. Początkowo szkolił się na RWD-8, a później na samolotach PWS-18 i PZL P-7. W pierwszych dniach września 1939 został awansowany na podporucznika pilota. W wojnie obronnej Polski nie brał udziału w lotach bojowych, ale pełnił różne funkcje pomocnicze.
19 września przekroczył granicę rumuńską i znalazł się w obozie internowania. Uciekł w cywilnym ubraniu i po uzyskaniu paszportu i biletu kolejowego w polskim konsulacie w Bukareszcie, przez Jugosławię i Włochy dotarł 10 października do Paryża. Przebywał w obozie przejściowym, z którego został skierowany do polskiej bazy lotniczej w Lyonie. W maju 1940 został skierowany do lotniczej szkoły myśliwskiej w Tours, gdzie szkolił się na samolotach typu Morane MS-406.
Po zakończeniu działań wojennych we Francji, 27 czerwca 1940 Marceli Neyder ewakuował się na statku do Liverpoolu w Anglii. Został skierowany do polskiej bazy lotniczej w Blackpool. Od końca września do początku października jako ochotnik szkolił się w 5 OTU w Aston Down na samolotach Hurricane Mk-I. Po ukończeniu kursu został skierowany na lotnisko Leconfield w hrabstwie York do polskiego dywizjonu 303. Przechodził tam trening bojowy i wykonywał loty na osłonę portów i konwojów morskich.
Na własną prośbę został pod koniec listopada przeniesiony do dywizjonu 302 w West Hampnett i przydzielony do eskadry B. W dywizjonie pełnił dyżury alarmowe oraz latał na przechwycenie nieprzyjacielskich samolotów, osłonę konwojów na kanale La Manche, osłonę wypraw bombowych. 5 lutego 1941 wraz z dywizjonem brał udział w operacji „Cirrus 2”, której celem było zbombardowanie lotniska niemieckich myśliwców koło St. Omer. 12 kwietnia Neyder uczestniczył w poszukiwaniu na wodach kanału La Manche dowódcy dywizjonu 303 kpt. pil. Zdzisława Henneberga.
Pod koniec maja 1941 ppor. Neyder został na własną prośbę przeniesiony do dywizjonu 307 na lotnisko w Exter. W dywizjonie dał się poznać jako doskonały pilot dzienny oraz nocny i w niedługim czasie był instruktorem dla przybywających załóg. 1 września awansował na stopień porucznika, a 10 października został zastępcą dowódcy eskadry B i otrzymał przysługujący temu stanowisku brytyjski stopień flight lieutenanta. W czasie służby w dywizjonie odnosił sukcesy: 23 listopada 1941 z sierż. nawigatorem Janem Woźnym uszkodził Junkersa Ju-88, 26 kwietnia 1942 z tym samym nawigatorem zestrzelił Ju-88, w nocy z 3 na 4 maja zestrzelił nieprzyjacielski samolot. W sierpniu 1942 został odkomenderowany z grupą pilotów na przeszkolenie na samolotach Mosquito Mk-IIF.
Z poufnego komunikatu RAF w sierpniu 1942 r. dowiedział się, że bazujący na Malcie 23 dywizjon myśliwski RAF potrzebuje pilotów, więc Neyder zgłosił się na ochotnika. W związku z nowym przydziałem Neyder przeszkolił się na nowocześniejszych myśliwcach De Havilland Mosquito II. W grudniu 1942 drogą powietrzną przez Gibraltar dostał się na Maltę na lotnisko w Luqa. W dywizjonie tworzył załogę z flying officerem Sydneyem Johnem Cornesem. Brał udział głównie w dalekich lotach typu „ranger” i „intruder” nad Sycylią, Włochami, Tunezją oraz nad południową Francją. 21 lutego o 3.25 z lotniska Luqa Nayder z radionawigatorem wyleciał na lot bojowy i z lotu tego załoga nie powróciła do bazy.
Na podstawie rozkazu Inspektora Polskich Sił Powietrznych nr 10/43 z 29 maja 1943 por. pil. Marcelemu Neyderowi w uznaniu czynów męstwa osobistego i wybitnych czynów wojennych w okresie walk Polskich Sił Powietrznych w Wielkiej Brytanii nadano Krzyż Srebrny Orderu Wojennego Virtuti Militari nr 8376 oraz Polowym Znakiem Pilota nr 627. Neyder był również 9 stycznia 1942 oraz 10 i 22 czerwca 1942 odznaczony Krzyżem Walecznych. Po zakończeniu wojny został mu przyznany Medal Lotniczy dwukrotnie co zostało ogłoszone w rozkazie Dowódcy Sił Powietrznych w Anglii z dnia 14 kwietnia 1947.
Na liście liście Bajana por. pil. Marceli Neyder (P-0306) figuruje na 146. miejscu, a jego konto wynosi 2 samoloty zestrzelone oraz 3 i 1/3 uszkodzonych.